# Postmodernism

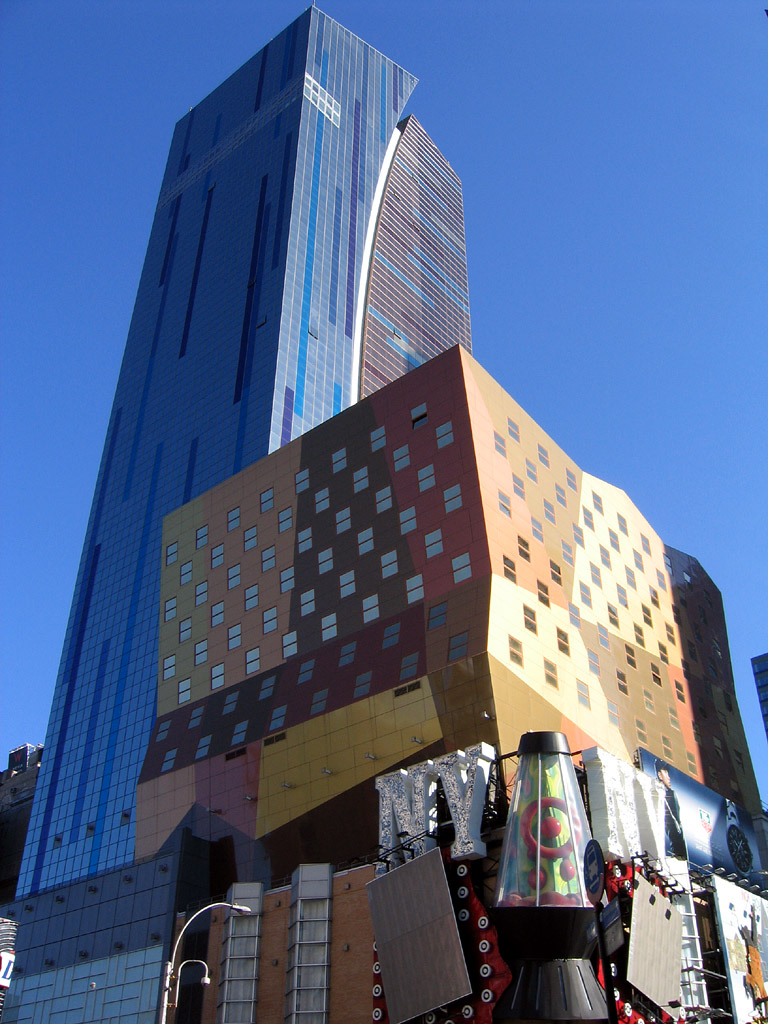
Westin Hotel vid Times Square i New York, av arkitektkontoret Arquitectonica och färdigbyggt 2002, är ett exempel på postmodern arkitektur.

Postmodernism är ett ord som syftar på en utveckling inom kritisk teori, filosofi, arkitektur, konst, litteratur och kultur som kan beskrivas som antingen sprungen ur eller en reaktion på modernism och modernitet. Postmodernismen har även definierats som trevandet efter något nytt sedan luften gått ur modernismen. Men vad postmodernism egentligen innebär är inte klart definierat, utan föremål för ständig debatt. 
Utifrån ett historiskt perspektiv kan man tyda en kronologisk ordning från det moderna till det postmoderna. När man beskriver kulturella tillstånd är det dock viktigt att vara medveten om hur det moderna och det postmoderna existerar parallellt mellan olika kulturella och sociala skikt i vår samtid. Postmodernismen vänder sig ifrån tanken att det finns fasta värden, objektiva sanningar och jagets existens och ställer sig därmed kritisk inför tanken på objektivitet; jaget ses som fragmentiserat, utan djup och formar sin uppfattning genom interaktion med sin egen omgivning. I sin betoning av det relationella och kontextuella präglas den postmoderna världsbilden av en filosofisk skepticism.

## Etymologi
Begreppet "postmodernism" förekom under större delen av 1900-talet, men har under sin historia haft mycket olika innebörder. Det var först framåt 1970-talet som en mer samstämmig diskussion kring postmodernismen började ta form, även om det är ett begrepp som fortsätter att definieras olika av olika tänkare. 
Både som begrepp och idé förutsätter "postmodernism" förekomsten av "modernism". Äldsta kända bruket av det senare begreppet härstammar från 1890 från en text av den nicaraguanska poeten Rubén Darío, som i en guatemalansk tidskrift ger den litterära strömning som han själv placerar sig i, namnet modernismo. På samma sätt dök begreppet "postmodernism" först upp i den spansktalande världen. År 1934 använde den spanske litteraturkritikern Federico de Onís termen postmodernismo för att beskriva vad han såg som en konservativ motrörelse inom modernismen. Dock förutspådde Onís att denna antites, skulle leda fram till en ultramodernismo som skulle intensifiera radikaliteten i modernismen.
Först på 1950-talet dyker termen upp i den engelsktalande världen. Bland annat 1954 i historikern Arnold Toynbee åttonde band av hans A Study of History, där han döpte epoken som inleddes med Fransk-tyska kriget till den "postmoderna tiden". I Toynbees definition präglas den postmoderna tiden av en framväxande industriarbetarklass i väst och av intellektuella eliter utanför väst som strävade efter att nyttja modernitetens landvinningar mot västerlandet. Men termen hade redan tre år tidigare, helt utan Toynbees vetskap, använts av en nordamerikansk tänkare. Sommaren 1951 skrev poeten Charles Olsen i ett brev till kollegan Robert Creeley om en "postmodern värld", som låg bortom de stor uppfinningarnas och den industriella revolutionens tid. Olsen fortsätter att arbeta med termen och inför publiceringen av en artikel i Twentieth Century Authors skriver han i ett brev till förläggaren och beskriver nuet som "postmodernt, posthumanistiskt och posthistoriskt". Detta tankegods hade bland annat sin utgångspunkt i New Deal och de erfarenheter som Olsen fått då han ingick i Theodore Roosevelts fjärde presidentkampanj som chef för "Foreign Nationalities Division" inom den demokratiska nationalkommittén. År 1951 blev han rektor för den radikala skolan Black Mountain College men blev också den sista då skolan tvingades stänga 1956. Efter detta använde han inte termen igen. År 1959 dyker termen istället upp i New Yorks vänstermiljöer då både sociologen C. Wright Mills och litteraturkritikern Irving Howe använder "postmodernism" som begrepp för en samtida strömning de beskrev som mindre modern, i en tid då både socialism och liberalism höll på att bryta samman.
På en konferens arrangerad vid slutet av 1960-talet av Congress of Cultural Freedom - ett organ inom CIA med uppgift att verka vid kalla krigets kulturella fronter – hyllade litteraturkritikern Leslie Fiedler framväxten av en ny känslighet hos den framväxande ungdomen, av "dropouts" och "kulturella mutanter" vars värderingar präglades av "frigjordhet, droger och medborgerliga rättigheter" vilket skulle leda till en välkommen ny postmodern litteratur. År 1969 utvecklade Fiedler detta resonemang i tidskriften Playboy.
Men det var som sagt först på 1970-talet som begreppet fick någon större spridning. Hösten 1972 publicerades första numret av tidskriften boundary 2 med undertiteln Journal of Postmodern Litterature and Culture. Tidskriften var grundad av William Spamos och i David Antins inledningsessä hyllades poeterna vid Black Mountain Collage och speciellt då Charles Olsen. Ett år senare ägnade tidskriften ett helt dubbelnummer bara åt Olsen. Det var vid den här tiden som begreppet började stabiliseras som en kollektiv referens. En tidig skribent i tidningen var litteraturkritikern Ihab Hassan som utvidgade termen att även omfatta bildkonst, musik, teknik och sensibilitet vilket omfattade tendenser och konstnärer från Norman Mailer till Tel Quel, från hippies till konceptkonst. Fyra ofta återkommande namn var John Cage, Robert Rauschenberg, Buckminster Fuller och Marshall McLuhan – där de tre första tidigare varit knutna till Black Mountain Coallage. Men Hassan skulle senare tappa hoppet om denna nya postmodernism och istället var det en av få sfärer som han inte hade omslutit i sitt begrepp som verkligen skulle nå ut med termen till bredare massor.
År 1972 publicerade Robert Venturi, Dennis Scott Brown och Steven Izenour 1970-talets stora arkitekturmanifest, Learning from Las Vegas. Huvudsakligen var boken en kritik mot den modernistiska arkitekturen som resulterat i omänskliga förorter och rivna äldre stadsdelar. Istället pekade Venturi och hans kollegor på den folkliga och lustfyllda folkliga bildvärld som präglade Las Vegas speldistrikt. Dock användes aldrig termen postmodernism i boken om denna arkitektur. Det gjorde istället Venturi student Robert Stern 1974 och senare, 1977 av kritikern Charles Jencks i The Language of Post-Modern Architecture som genomsyrades av kritiken mot hur modernismen och kapitalismen hade gått samman.
Vid den första arkitekturbiennalen i Venedig 1980 deltog Jencks som organisatör och tillsammans med huvudcuratorn Paolo Potoghesi skapades något av en hyllning till den nya postmoderna arkitekturen. Efter detta associerades postmodernism länge främst med arkitektur. Det första filosofiska verk där termen anammas är Jean-François Lyotards La condition postmoderne som kom ut hösten 1979 i Paris. Inspiration till att använda termen hade Lyotard fått från Hassan. Lyotard kopplade begreppet till framväxten av ett postindustriellt samhälle där kunskap nu var den viktigaste produktivkraften och förlusten av tilltro till de stora myterna som rättfärdigat den moderna utvecklingen. Exakt ett år senare höll Jürgen Habermas sitt föredrag "Det moderna – ett ofullbordat projekt" i Frankfurt i samband med att han tog emot Adornopriset. Trots att talet inte i så stor utsträckning nämner postmodernism har det blivit en text som standardmässigt refereras till i dskursen kring postmodernism.

## Allmänt

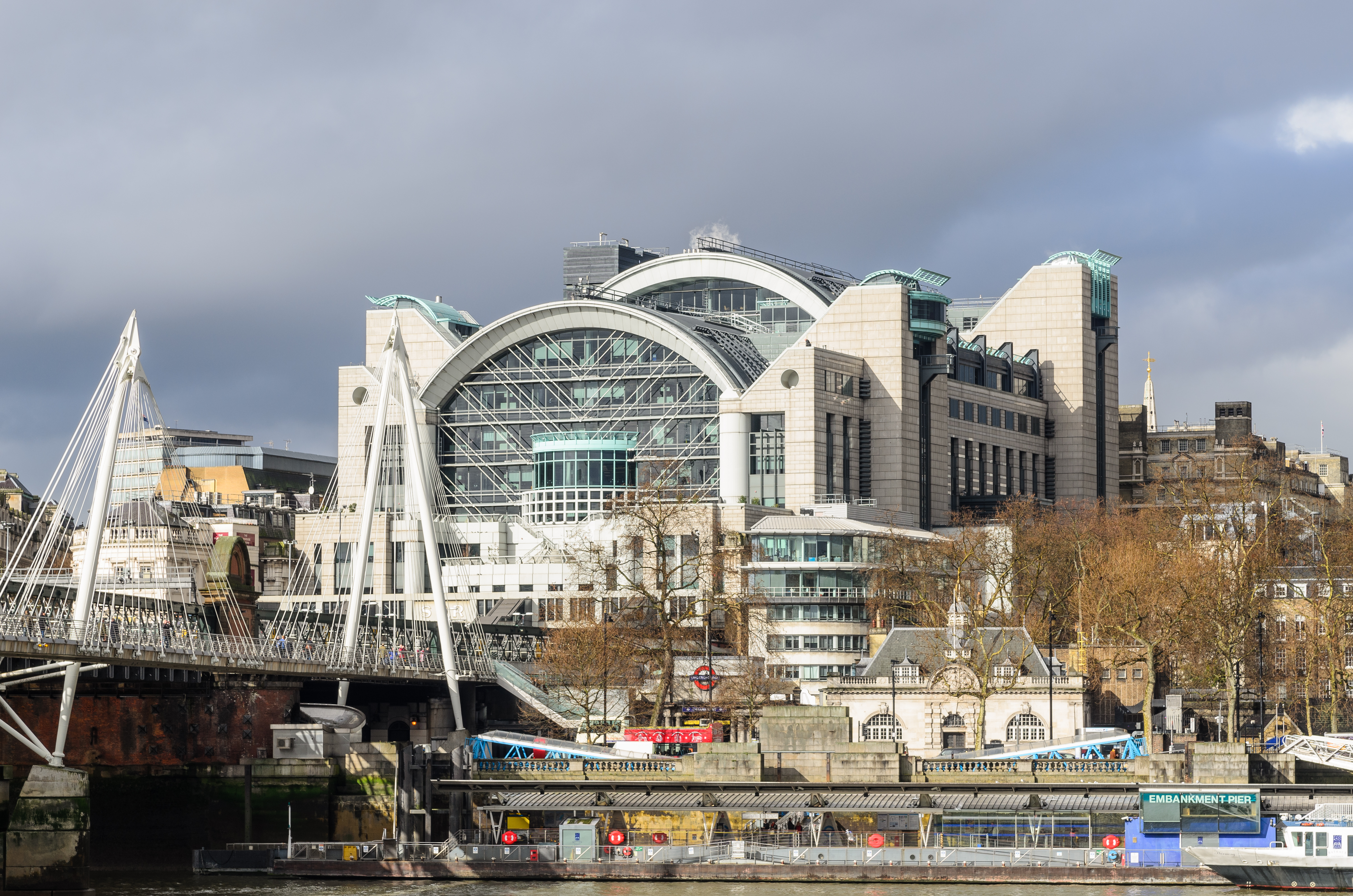
Järnvägsstationen Charing Cross i London med en postmodern överbyggnad från 1990-talet.

Inom arkitektur, konst, musik och litteratur syftar postmodernism på ett flertal väsensskilda stilistiska trender som har sin utgångspunkt i modernismen eller på något väsentligt vis utgör motreaktioner till den. Den postmoderna konsten beskrivs ofta med ord som eklekticism, avvikelse, collage, pastisch och ironi. Popkonst, dekonstruktivism (i arkitektur), magisk realism (i litteratur), maximalism och nyromantik är några av de konstnärliga riktningar som betraktas som postmoderna. Postmoderna teoretiker beskriver ofta den postmoderna konsten som ett upphävande av relationen mellan väletablerade motsatspar som konstnär-publik, allvar-lek och finkultur-kitsch.
Inom sociologi betraktas postmodernism som en konsekvens av ekonomiska, kulturella och demografiska förändringar och karaktäriseras med begrepp som postindustrialism, senkapitalism och utomparlamentarism som i sin tur förklaras med uppkomsten av tjänstesamhället, massmedias ökade betydelse och integrationen av världsekonomin. Andra viktiga begrepp är informationssamhälle, globalisering, den globala byn och mediateori.
Som kulturell riktning är postmodernismen ett symptom av postmodernitet som med en bred definition kan sägas vara det västerländska samhället efter moderniteten. Enligt den franska filosofen och litteraturvetaren Jean-François Lyotard är postmodernitetens viktigaste kännemärke "en skepsis mot metaberättelser", det vill säga, att människan i det postmoderna samhället har förkastat storslagna, universella förklaringsmodeller och paradigm som religion, (etablerad) filosofi, kapitalism och kön, som tidigare har använts för att förklara kultur och beteendemönster, för att istället organisera sitt liv kring flera mer lokalt förankrade subkulturella ideologier, myter och legender. Vidare innebär postmodernitet övertygelsen att sådana styrande metaberättelser bara utgör en stabil grund för samhället så länge de svarar på aktuella fenomen. Så fort paradigmet misslyckas med att hantera nya fenomen kan det ersättas av en bättre förklaringsmodell som senare kan gå samma öde till mötes. .
Hur begreppet "postmodernism" bör användas, vilken betydelse begreppet har och dess roll i debatten är föremål för en kontinuerlig debatt. Trots att postmodernister skyr enkla definitioner kan begreppet ändå i allmänhet sägas kännetecknas av:[källa behövs]
- En reaktion mot modernismens strävan efter framsteg, objektivitet och förnuft (se nihilism)

- Accepterandet av ett massmediadominerat samhälle, där det inte finns någon originalitet, bara kopior, och där parodi, satir, självreferens blir naturliga uttryckssätt

- Accepterandet av världens globalisering, decentralisering, fragmentisering och pluralism

- Idén om att allt är relativt och subjektivt, till exempel erfarenhet, mening, moral (se existentialism) och kultur (se kulturrelativism)

## Postmodern filosofi
Inom filosofi används termen postmodernism ofta för riktningar och arbeten som utgår från poststrukturalism, dekonstruktion, mångkulturalism, genusstudier och litteraturteori. Inom filosofi uppstod postmodernismen i början av 1950-talet som en kritik av positivismen genom att betona vikten av maktrelationer, personlig identitet och diskurs i konstruktionen av sanning och världsbilder. I denna betydelse betraktas postmodernitet av många kritiska teoretiker som en grundläggande brytning med en konstnärlig och filosofisk tradition som sedan upplysningen strävat efter ett ständigt mer storslaget och universellt system för att hantera estetik, etik och kunskap. Den postmoderna filosofin använder sig av flera metoder för att kritisera nedärvda västerländska tankegångar, bland annat historicism och psykoanalytisk teori. Friedrich Nietzsches filosofi har haft stor betydelse för utvecklingen av postmodern filosofi under 1900-talet. I sin bok Über Wahrheit und Lüge im außermoralischen Sinn (Om sanning och lögn i utommoralisk mening) lägger Nietzsche fram hypotesen om att vetenskapliga koncept är kedjor av metaforer som är härdade till accepterade sanningar. Boken anses av vara det verk som givit Nietzsche epitetet “postmodernismens gudfader”.

## Arkitektur
Postmodern arkitektur, också kallad postmodern klassicism, är ett otydligt och mångskiftande begrepp för en rörelse främst under 1970- och 1980-talet som vände sig emot idealen inom modernismen. Inom arkitekturteori började man använda begreppet "postmodernism" under 1970-talet efter att Charles Jencks definierat begreppets betydelse för arkitekturen i sin bok The Language of Postmodern Architecture. Syftet med postmodernismen var att kritisera modernismens puristiska ideal. Den utopiska, kollektivistiska och funktionella ideologi, som förmodades ha burit upp modernismen i arkitekturen - och gav den ett enda, rationellt fastställt mål - förkastades till förmån för något som medvetet var mindre idealistiskt och uppriktigt men, hoppades man, mera demokratiskt.
Den postmodernistiska arkitekturen hade som förebild de förmodernistiska byggnadstyper med traditionellt rika artikuleringar. Man hade som teori om hur viktigt det var att en ny arkitektur skulle föra en dialog med platsen, man ville skapa symbolisk och associationsrik arkitektur som alternativ till modernismens puristiska formspråk. Postmodernistiskt konstruktion karaktäriseras av dekorativa element utan konstruktiv funktion och skiljer sig på så sätt från modernistiskt konstruktion där byggnader utformas helt och hållet utifrån sin funktion.

## Konst

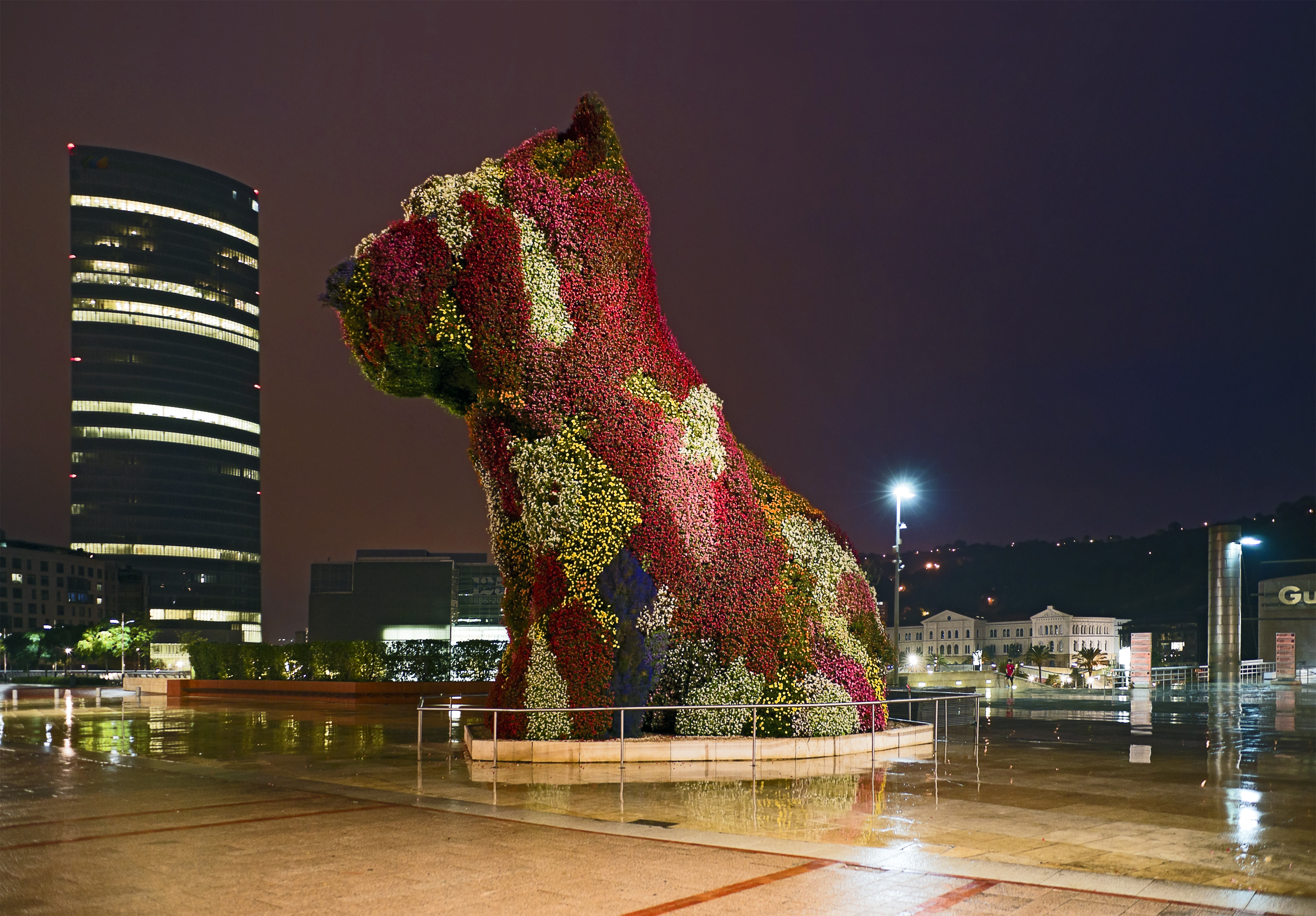
Exempel på postmodern konst. Jeff Koons Puppy på Documenta i Bilbao 1992

Postmodernismen inom konsten stammade bland annat ur kritik som exempelvis situationisterna hade uppmärksammat; som exempelvis konstens värde och existensberättigande. I och med att tidigare konstbegrepp som exempelvis Kants idé att estetiken var Guds verktyg för att göra den intelligenta människan god, och den goda människan intelligentare, inte längre gällde konstens samlade begrepp att finna nya vägar.
Många av de konstyttringar som blev resultatet av postmodernismen hade redan existerat under det tidiga 1900-talet, men det var i och med postmodernismen som dessa uttryck formulerades och många av de konstnärer som arbetade inom det postmoderna fältet var också aktiva med att plocka fram och visa upp tidigare konstnärer som arbetat med liknade problemställningar.
Några av de viktigare inslagen inom postmodernismen var kritiken mot äkthetsbegreppet, genibegreppet och kvalitetsbegreppet. Kritiken mot dessa begrepp innebar att man friskt började låna ur konsthistorien och konstnärer började också arbeta med kulturyttringar som tidigare setts som att de hade ett lägre kulturellt värde som exempelvis kitsch, pornografi och mode.
En av huvudkrafterna bakom modernismen hade varit att pröva gränserna för konstbegreppet. Postmodernismen gick ett steg längre och kom många gånger att utmana än mer grundläggande värderingar.

## Det postmoderna samhället
Ett idealiskt postmodernt samhälle karaktäriseras av att tilltron till objektiva sanningar raserats, inga ideologier eller religioner anses längre tillförlitliga och tilltron till vetenskapen har gått förlorad. Postmodernismen är en tid då gränser suddas ut, och där ingenting är på förhand givet. Den postmoderna människan är både rot- och rastlös - och livet ses som en serie tillfälliga förflyttningar och rollbyten. 
I och med att människor i det postmoderna samhället har förlorat tron på objektiva sanningar, finns ingen tillförsikt i att framtiden skulle kunna kontrolleras och styras och engagemanget i kollektiva rörelser raseras. Istället förläggs människors satsningar i hög grad till individuella projekt, och jakten efter nu-upplevelser. Det postmoderna samhället är ett samhälle där var och en ständigt måste skapa och omskapa sitt eget jag och sin egen verklighet.
Det finns två ledande teoretiker om det postmoderna samhället. Den ena är Jean Baudrillard som anser att det moderna samhället kännetecknades av produktion medan det postmoderna kommit att kännetecknas av simulering och en slags implosion i tecken och symboler från olika massmedia. I dagens samhälle har vi tappat kontakten med verkligheten. Idag rör vi oss i ett samhälle där det finns modeller av en verklighet utan någon reell grund; en hyperrealitet produceras, och det är i den hyperrealiteten vi lever. Det verkliga har inte längre någon betydelse och kan knappt sägas existera alls. Tecknen föregår verkligheten, ordningen kastas om och simuleringen skapar vår värld. Media fråntar allting dess ursprungliga mening och värde.
Den andra teoretikern är Jean-François Lyotard som skrev boken Det postmoderna tillståndet (1979), vilken räknas som Lyotards huvudverk. Lyotard menade dock själv att La condition postmoderne var en av hans mindre lyckade böcker, även om den fick ett större genomslag än någon av hans andra böcker. Boken tar sin utgångspunkt i det postindustriella samhället, för att diskutera vetenskapens villkor. Lyotard menar att vetenskapens hierarkiska auktoritet under hans samtid rasar samman i en mångfald av diskurser, och att vetenskapen inte längre har rätt att göra anspråk på den enda legitima sanningen, för alla lika. Han vänder sig emot vad han kallar Den stora berättelsen (eller Metanarrationen) som han menar att vetenskapen i sin elitism, historicitet och totalitarism representerar. Detta resonemang bygger han på Ludwig Wittgensteins språkspel, och underkänner forskningens anspråk på den korrekta tolkningen — därmed intog Lyotard täten bland de postmoderna teoretiker som förnekade hermeneutiken som vetenskap och medverkade till etablerandet av den typiskt postmoderna uppfattningen av pluralism.
Lyotard menade än mer att all vetenskap konstitueras av att framställa narrationer, och att dessa fiktioner skapar vetenskapens fakta enligt givna regler. Ny forskning legitimeras, enligt Lyotards mening, genom att stämma överens med vetenskapens Metanarration. Att på detta sätt försöka ena skilda vetenskapliga narrationer vände han sig emot, eftersom detta försök till konsensus enligt hans mening innebar att makten centraliserades.
I detta verk uppställde vidare Lyotard en definition av postmodernism, som blivit mycket spridd, nämligen att postmodernismen innebar skepsis mot all form av metanarration.
Zygmunt Bauman var sociolog och verksam som professor vid universiteten i Warszawa, Tel Aviv och Leeds. Han skrev i sitt verk Skärvor och fragment: essäer i postmodern moral (1994) att det moderna samhällets jakt efter tydliga mål och identiteter har ersatts av en rastlöshet där livet ses som tillfälliga förflyttningar inriktade mot stundens tillfredsställelse.